# Terroranschläge auf die Botschaften der Vereinigten Staaten in Daressalam und Nairobi

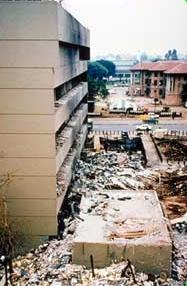
Schauplatz in Nairobi

Die Terroranschläge auf die Botschaften der Vereinigten Staaten in Daressalam und Nairobi waren zwei von der weltweit agierenden islamischen Terrororganisation al-Qaida mit Autobomben ausgeführte Anschläge, die am 7. August 1998 zeitgleich in Daressalam, dem tansanischen Regierungssitz, und in der kenianischen Hauptstadt Nairobi gezündet wurden. Bei beiden Anschlägen wurden insgesamt 224 Menschen getötet und rund 5000 Menschen verletzt.

## Vorgeschichte

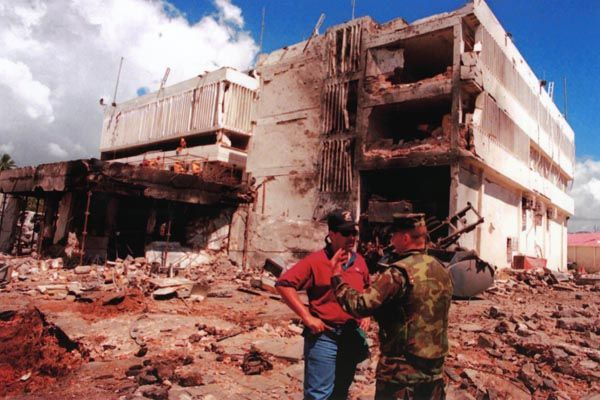
Schauplatz in Daressalam

Die Terrororganisation al-Qaida entsandte um etwa 1993 Khalid al-Fawwaz nach Nairobi, um eine Zelle zu etablieren, die Operationen in Ostafrika durchführen sollte. Er gründete eine Nichtregierungsorganisation, die vorgab, Einheimischen zu helfen, aber tatsächlich eine Tarnorganisation war. Die muslimischen Mitglieder der Zelle, Ali Mohammed, Anas al-Liby und L’Houssaine Kherchtou, kundschafteten im Dezember 1993 mehrere potenzielle Anschlagsziele aus, darunter die US-Botschaft und die US-Behörde für Entwicklungszusammenarbeit USAID, aber auch britische, französische und israelische Ziele. Die Gruppe reiste anschließend zum damaligen Ort des al-Qaida-Hauptquartiers, Khartum, wo Osama bin Laden sein Einverständnis für die Operation gab und die Botschaft als Anschlagsziel ausgewählt wurde. Durch die Auswahl zweier Ziele wollte bin Laden die Stärke al-Qaidas und gleichzeitig die Schwäche der Amerikaner demonstrieren. Der Zeitpunkt wurde auf den 7. August 1998, einen Freitagvormittag, festgelegt, zu dem sich gläubige Muslime aus Sicht al-Qaidas beim Gebet in der Moschee aufhalten würden. Das Datum hatte für bin Laden eine erhebliche Bedeutung: Es war der achte Jahrestag von Präsident George H. W. Bushs Entscheidung, als Reaktion auf die irakische Invasion Kuweits US-Truppen nach Saudi-Arabien zu entsenden. Für die Ausführung der Anschläge wurden andere Zellen betraut, deren Mitglieder nach Nairobi und Daressalam reisten. Geleitet wurden die Operationen von Abdullah Ahmed Abdullah (auch bekannt als Abu Mohamed al-Masri oder Saleh). Die Selbstmordattentäter wurden von bin Laden ausgewählt.
Al-Qaida hatte vor den Anschlägen den Vereinigten Staaten einseitig den Krieg erklärt. Am 23. August 1996 wandte sich Osama bin Laden, der im Mai 1996 aus dem Sudan nach Afghanistan zurückgekehrt war, in seiner „Kriegserklärung gegen die Amerikaner, die das Land der zwei heiligen Stätten besetzt halten“ direkt an US-Verteidigungsminister William Perry und erklärte, „Euch zu terrorisieren, während ihr in unserem Land Waffen tragt, ist legitim und unsere moralische Pflicht“. Am 23. Februar 1998 veröffentlichte eine „Internationale Islamische Front für den Dschihad gegen die Juden und Kreuzfahrer“ eine weitere Kriegserklärung an die Vereinigten Staaten. In einer Fatwa erklärten sie: „Jeder Muslim, der dazu in der Lage ist, hat in jedem Land, in dem das möglich ist, die individuelle Pflicht, die Amerikaner und ihre Verbündeten – Zivilisten wie Militärangehörige – zu töten.“ Mitunterzeichner der Fatwa waren Osama bin Laden und Aiman az-Zawahiri. Im Mai 1998 hatte bin Laden in Afghanistan seine erste und einzige Pressekonferenz gehalten, auf der er ankündigte, dass es von seiner Gruppe in den nächsten Wochen „gute Neuigkeiten“ geben werde, und kurz darauf erklärte er in einem Interview mit der ABC: „Ich sage einen schwarzen Tag für Amerika voraus.“

## Anschläge

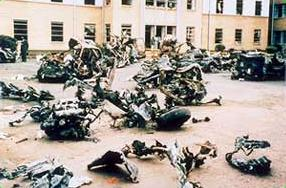
Trümmer der US-Botschaft in Nairobi

Am 7. August 1998 um halb elf vormittags brachten vor der US-Botschaft in Nairobi zwei Attentäter einen Tankwagen mit einem etwa 1000 kg schweren Sprengsatz, bestehend aus mehreren Hunderten mit Sprengschnur verbundenen Trotylsprengkörpern, welche mit einer Mischung aus Ammoniumnitrat und Aluminiumpulver (siehe Ammonal) umgeben waren, zur Explosion. Dabei wurde die Fassade des Gebäudes abgerissen und ein Nachbargebäude zum Einsturz gebracht. Bei dem Anschlag starben 213 Menschen, darunter zwölf Amerikaner, rund 5000 Menschen wurden verletzt. Von den Verletzten blieben 400 Menschen schwerbehindert, 164 weitere hatten sich akute Knochen- und Muskelverletzungen zugezogen, 38 hatten ihr Augenlicht verloren und 15 blieben völlig taub. 75 weitere litten unter starker Sehbehinderung und 49 lebten mit Hörbehinderungen. Neun Minuten später explodierte eine weitere Bombe vor der amerikanischen Botschaft in Daressalam. Die Wucht der Explosion wurde von einem zufällig geparkten Wassertankwagen abgemildert. Bei diesem Anschlag starben elf Menschen und 85 wurden verletzt.

## Reaktion
Der UN-Sicherheitsrat verurteilte die Anschläge am 13. August 1998 in Resolution 1189.
Einen Tag nach den Anschlägen erhielt die CIA einen Hinweis, Osama bin Laden hielte sich in einem Ausbildungslager nahe der ost-afghanischen Stadt Chost auf. US-Präsident Clinton gab die Zustimmung zu einem Militärschlag und am 20. August 1998 wurden bei der Operation Infinite Reach 75 Marschflugkörper auf das Ausbildungslager abgefeuert. Mehrere der Marschflugkörper stürzten über pakistanischem Gebiet ab und töteten nach Angaben des ehemaligen ISI-Chefs Hamid Gul zwei Menschen. Die Angaben zu den Getöteten im afghanischen Ausbildungslager reichen von 6 bis 27 Opfern. Nach Erkenntnissen der saudischen Botschaft in Afghanistan waren bei den Angriffen 27 Menschen getötet worden, darunter ein Afghane, 13 Pakistanis und Kaschmirer und 13 Araber. Osama bin Laden verließ vor dem Einschlag das Lager. Es wurde vermutet, dass bin Laden vor den Luftschlägen von pakistanischer Seite gewarnt worden sei, es gibt jedoch keine Beweise dafür.
In einem Telefongespräch mit einem BBC-Reporter übermittelte Aiman az-Zawahiri ein Dementi von bin Laden: „Ich bin nicht für die Anschläge auf die amerikanischen Botschaften in Kenia und Tansania verantwortlich. Ich habe den heiligen Krieg erklärt, aber daran war ich nicht beteiligt.“
Zur selben Zeit wurden 13 Marschflugkörper auf die Asch-Schifa-Arzneimittelfabrik in der Nähe der sudanesischen Stadt Khartum abgefeuert, die im Verdacht stand, Chemiewaffen zu produzieren. Die Fabrik wurde dabei völlig zerstört. Die CIA hatte in Bodenproben Spuren von EMPTA gefunden, das ein möglicher Ausgangsstoff bei der Produktion des chemischen Kampfstoffes VX ist und für das es sonst keine bekannte kommerzielle Anwendung gibt. Es stellte sich später jedoch heraus, dass in der Fabrik lediglich Medikamente hergestellt wurden, weitere Spuren von EMPTA wurden nicht gefunden. In den Proben könnte das Zerfallsprodukt eines EMPTA-ähnlichen, frei erhältlichen Pestizids gewesen sein.
Drei Tage zuvor, am 17. August 1998, hatte Präsident Clinton vor Fernsehkameras eingestanden, eine „unangemessene Beziehung“ zur Praktikantin Monica Lewinsky unterhalten zu haben. Clinton geriet unter Druck und ihm wurde von verschiedenen Seiten vorgeworfen, der Militärschlag diene der Ablenkung von der Lewinsky-Affäre. Zusätzlich angefeuert wurde die Debatte von dem Ende 1997 veröffentlichten Spielfilm Wag the Dog, in dem ein fiktiver US-Präsident einen Krieg mit Albanien vom Zaun bricht, um von innenpolitischen Problemen abzulenken. Vor der 9/11-Kommission sagten die Beteiligten später aus, dass diese Entscheidung auf Basis der bestehenden Beweislage richtig gewesen sei. Die 9/11-Kommission fand keine Belege, die diese Aussagen in Zweifel ziehen würden.

## Nachwirkungen

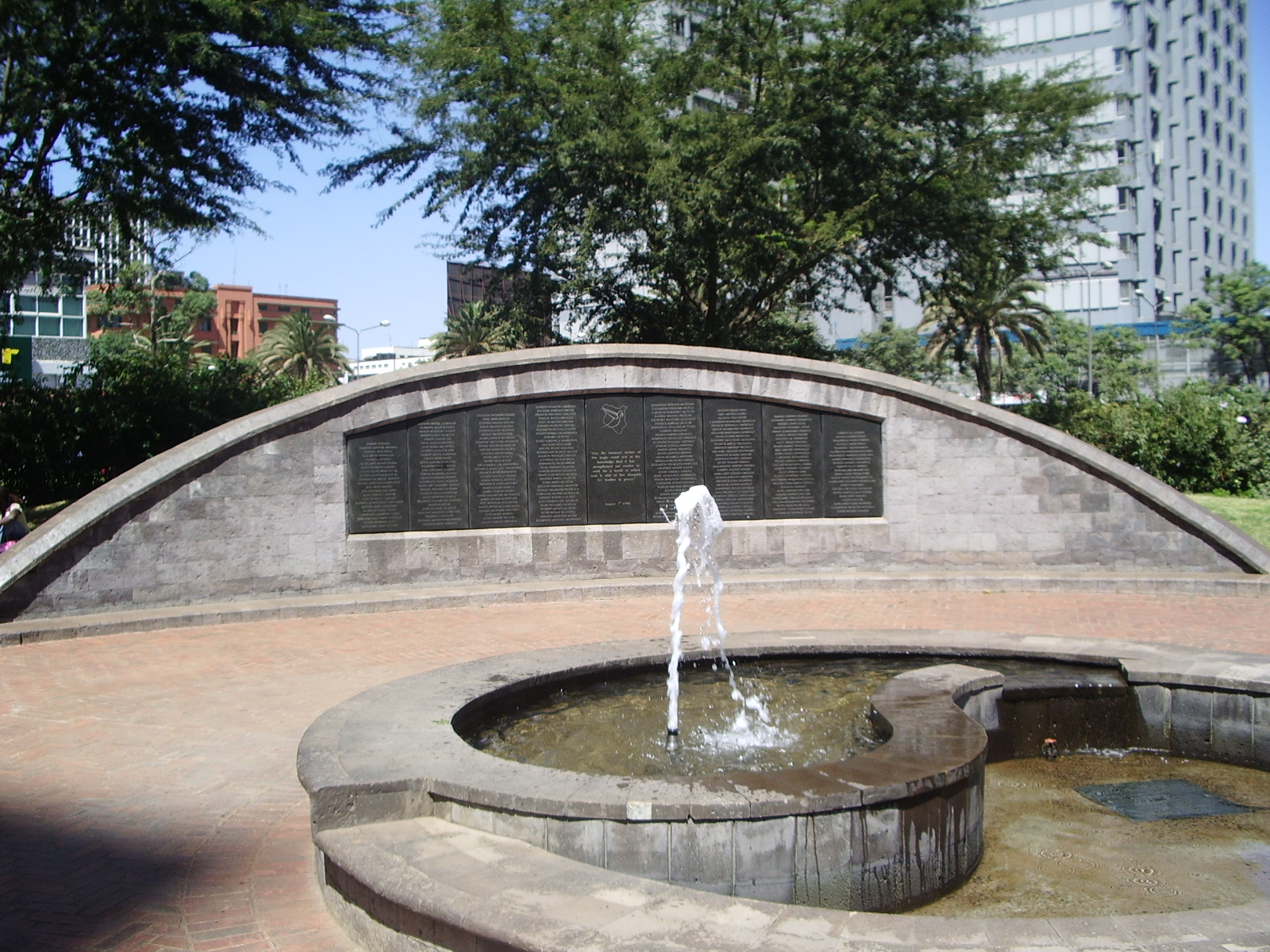
Park in Nairobi zum Andenken an die Opfer der Anschläge

In der kenianischen Bevölkerung gab es zunehmenden Unmut gegenüber den Vereinigten Staaten aufgrund der Verluste an Menschenleben, hunderte von vorwiegend kleineren Geschäften waren zerstört worden und die Soforthilfe von Seiten der USA betrug lediglich 25.000 US-Dollar. Erst fünf Monate nach den Anschlägen gab der Kongress eine finanzielle Unterstützung über 37 Millionen US-Dollar frei. In Kenia fanden 201 Begräbnisse statt und am 11. September 1998 wurde in Washington, D.C. eine Trauerfeier für die Opfer veranstaltet. An der Stelle der Botschaft in Nairobi wurde am 7. August 2001, genau drei Jahre nach den Anschlägen, ein Park zum Andenken an die Opfer eingeweiht.
Die Anschläge führten zu einer stark anwachsenden Unterstützung unter Dschihadisten in Saudi-Arabien. Zwischen 1998 und 2001 reisten rund 11.000 neue Rekruten zu Trainingscamps in Afghanistan.

## Strafverfolgung

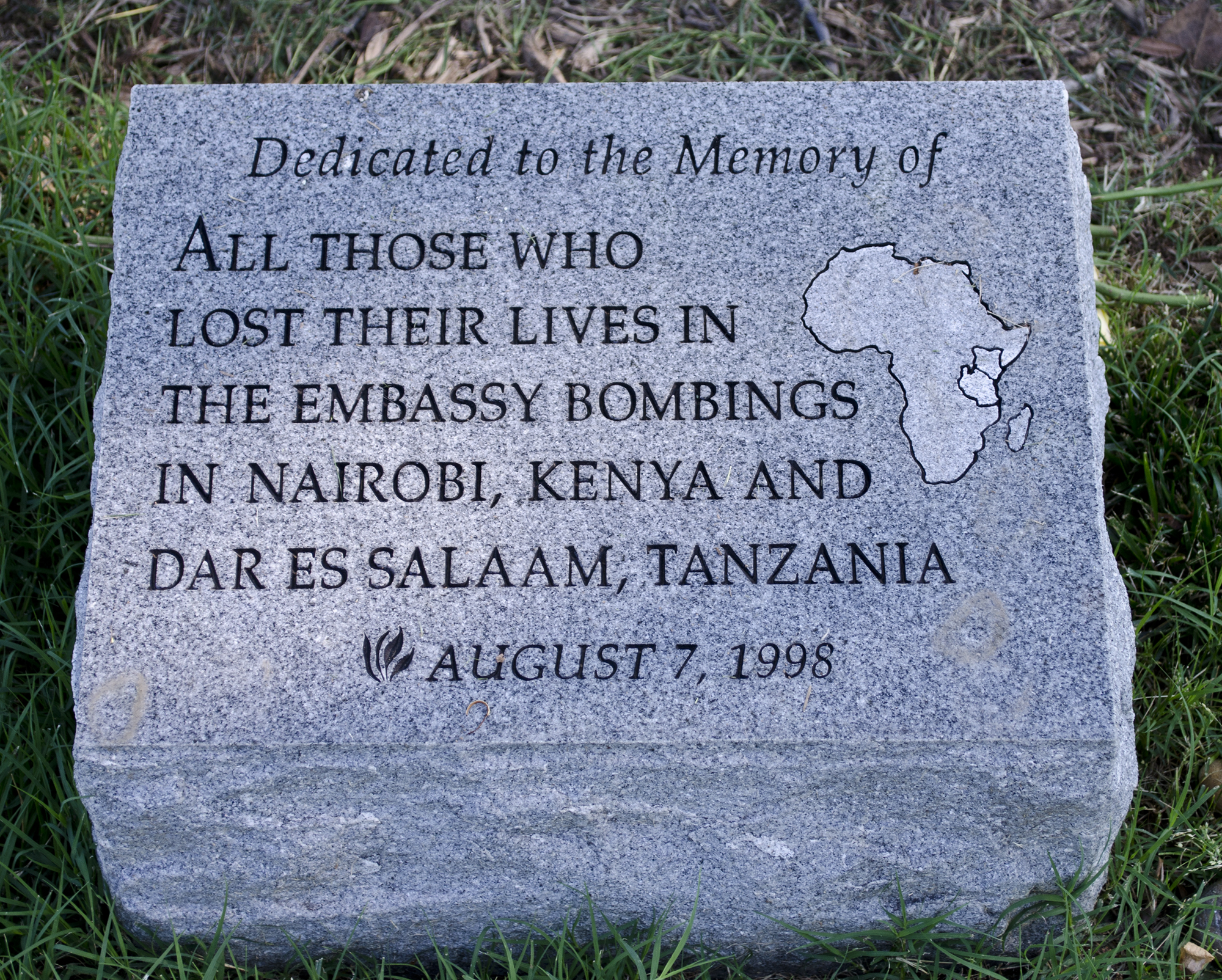
Denkmal auf dem Nationalfriedhof Arlington

Die CIA hatte ein knappes Jahr zuvor einen Hinweis auf einen Anschlag auf die US-Botschaft in Nairobi erhalten, hatte den Informanten jedoch als nicht zuverlässig eingeschätzt. Die Ermittlungen des FBI konzentrierten sich unmittelbar nach den Anschlägen auf Osama bin Laden und seine Organisation. Im Mai desselben Jahres hatte er die Fatwa gegen die Vereinigten Staaten mitunterzeichnet, im Juni war erstmals eine Anklage gegen ihn aufgrund terroristischer Aktivitäten erlassen worden und die Bekennerschreiben zu den Anschlägen wiesen auffällige Ähnlichkeiten zu vorherigen Erklärungen bin Ladens auf. Das FBI entsandte Ermittlerteams nach Nairobi und Daressalam.
Der überlebende Attentäter von Nairobi, Mohammed al-Owhali, ein 21-jähriger Bürger Saudi-Arabiens, wurde drei Tage nach den Anschlägen festgenommen und von Beamten des FBI verhört. Mohammed al-Owhali hatte nach dem Anschlag eine Telefonnummer im Jemen angerufen, zu der auch Anrufe von Osama bin Laden nachgewiesen werden konnten. In einer Villa, die er aus seinem Hotelzimmer mehrfach angerufen hatte, wurden Rückstände der Bombe identifiziert. Gegen die Zusicherung, in den Vereinigten Staaten und nicht in Kenia angeklagt zu werden, kooperierte al-Owhali mit dem FBI. Er legte ein umfangreiches Geständnis ab, in dem er schilderte, wie er in Afghanistan eine militärische Ausbildung erhielt und von Osama bin Laden für die Selbstmordmission ausgewählt wurde.
Am Tag der Anschläge wurde der aus Nairobi ankommende palästinensische Flugpassagier Mohamed Sadeek Odeh mit einem gefälschten Pass in Karatschi in Pakistan festgenommen. Er wurde den kenianischen Behörden übergeben und räumte in Verhören den FBI-Beamten gegenüber seine Verwicklung in die Anschläge ein. Auch er hatte eine militärische Ausbildung in Afghanistan absolviert, wo er im Umgang mit Sprengstoff geschult wurde. Er sagte aus, dass die al-Qaida-Mitglieder kurz vor den Anschlägen von Abdullah Ahmed Abdullah die Anweisung erhielten, Kenia zu verlassen.
L’Houssaine Kherchtou wurde einige Wochen nach den Anschlägen in seinem Heimatland Marokko festgenommen. Auch er legte ein umfangreiches Geständnis ab und sagte aus, wie er in Afghanistan ein Trainingscamp besuchte und zu bin Ladens persönlichem Piloten wurde. Er wurde anschließend an die Vereinigten Staaten ausgeliefert und in ein Zeugenschutzprogramm aufgenommen.
Nach den Anschlägen hatte bin Laden auf die Frage seines Leibwächters, ob denn tatsächlich so viele Opfer notwendig gewesen seien, geantwortet: „Wir haben die ganze Welt gewarnt, was den Freunden Amerikas zustoßen würde. Wir waren nicht mehr verantwortlich für die Opfer von dem Moment an, als wir diese Länder gewarnt hatten.“ In der zweiten Jahreshälfte 1999 sprach Osama bin Laden vor einer Menge von Absolventen eines Trainingscamps in Afghanistan über die Anschläge und ging auf die Gründe für die Botschaft in Nairobi als Ziel ein. Bin Laden erklärte, der US-Militäreinsatz im Rahmen der Operation Restore Hope in Somalia sei von Nairobi aus gesteuert worden und habe 30.000 Muslimen das Leben gekostet, der südsudanesische Rebellenführer John Garang sei von dort unterstützt worden und es sei die größte CIA-Niederlassung in Ostafrika gewesen. Bei anderen Gelegenheiten behauptete bin Laden, in der Botschaft in Nairobi sei ein Plan zur Teilung des Sudans ausgearbeitet worden und der Völkermord in Ruanda sei in beiden Botschaften geplant worden.
Am 29. Mai 2001 wurden die vier Angeklagten Mohammed al-Owhali, Mohamed Sadeek Odeh, Khalfan Khamis und Wadih el-Hage von den Geschworenen vor einem Bundesgericht in New York schuldig gesprochen, die Anschläge verübt zu haben. Das Verfahren, in dem 74 Zeugen aussagten, dauerte sechs Monate und endete mit einer lebenslangen Freiheitsstrafe ohne Möglichkeit auf Bewährung für alle Angeklagten.
Aufgrund der Ermittlungen wurden 21 Personen wegen ihrer Rolle bei den Anschlägen angeklagt.
| Name                                                           | Status |
| -------------------------------------------------------------- | --- |
| Osama bin Laden                                                | Wurde am 2. Mai 2011 in Abbottabad (Pakistan) während der Operation Neptune Spear getötet                                                                                               |
| Mohammed Atef (alias Abu Hafs al-Masri)                        | Wurde am 12. November 2001 bei einem Drohnenangriff in Kabul (Afghanistan) getötet |
| Aiman az-Zawahiri                                              | Wurde am 31. Juli 2022 bei einem Drohnenangriff in Kabul getötet |
| Saif al-Adel                                                   | Flüchtig, hielt sich bis mindestens 2021 in der Islamischen Republik Iran auf |
| Mamdouh Mahmoud Salem (alias Abu Hajer al-Iraqi)               | 1998 in Deutschland festgenommen und an die USA ausgeliefert; wurde zu lebenslanger Haft verurteilt                                                                                     |
| Abdullah Ahmed Abdullah                                        | Angeblich am 7. August 2020 in Teheran durch ein Attentat getötet; wurde von der Islamischen Republik Iran dementiert                                                                   |
| Muhsin Musa Matwakku Atwah (alias Abu Abdul Rahman al-Muhajir) | 2006 durch einen Luftangriff in Nord-Wasiristan (Pakistan) getötet |
| Khalid al-Fawwaz                                               | Wurde in Großbritannien festgenommen und 2012 an die Vereinigten Staaten ausgeliefert; verbüßt seit 2015 eine lebenslange Freiheitsstrafe                                               |
| Wadih el-Hage                                                  | Wurde im Mai 2001 zu einer lebenslangen Freiheitsstrafe ohne Aussicht auf Bewährung verurteilt                                                                                          |
| Nazih Abdul Hamed al-Ruqai’i (alias Abu Anas al-Liby)          | Starb am 2. Januar 2015 in Untersuchungshaft in den Vereinigten Staaten an Leberkrebs                                                                                                   |
| Ibrahim Eidarous                                               | Starb 2008 an Leukämie, nachdem er zuvor aus gesundheitlichen Gründen aus britischer Haft entlassen worden war                                                                          |
| Adel Abdel Bary                                                | Wurde 1999 in Großbritannien festgenommen, 2012 an die Vereinigten Staaten ausgeliefert und 2015 zu 25 Jahren Freiheitsstrafe verurteilt                                                |
| Fazul Abdullah Mohammed (alias Harun Fazul)                    | Wurde am 7. Juni 2011 in Somalia bei einem Feuergefecht von Regierungseinheiten erschossen                                                                                              |
| Ahmed Mohammed Hamed Ali                                       | Wurde 2010 bei einem Drohnenangriff in Pakistan getötet |
| Mohamed Sadeek Odeh                                            | Wurde im Mai 2001 zu einer lebenslangen Freiheitsstrafe ohne Aussicht auf Bewährung verurteilt                                                                                          |
| Mohammed al-Owhali                                             | Wurde im Mai 2001 zu einer lebenslangen Freiheitsstrafe ohne Aussicht auf Bewährung verurteilt                                                                                          |
| Mustafa Mohamed Fadhil                                         | Um 2005 in Afghanistan getötet |
| Khalfan Khamis Mohamed                                         | Wurde im Mai 2001 zu einer lebenslangen Freiheitsstrafe ohne Aussicht auf Bewährung verurteilt                                                                                          |
| Ahmed Khalfan Ghailani                                         | 2004 in Pakistan festgenommen und nach Guantanamo portiert; war der erste Guantanamo-Insasse vor einem Zivilgericht und wurde 2011 zu einer lebenslänglichen Freiheitsstrafe verurteilt |
| Fahid Mohammed Ally Msalam                                     | Wurde am 1. Januar 2009 durch einen Drohnenangriff in Wasiristan (Pakistan) getötet |
| Ahmed Salem Swedan                                             | Wurde am 1. Januar 2009 durch einen Drohnenangriff in Wasiristan (Pakistan) getötet |

## Auslieferungsersuchen über Osama bin Laden an die Taliban

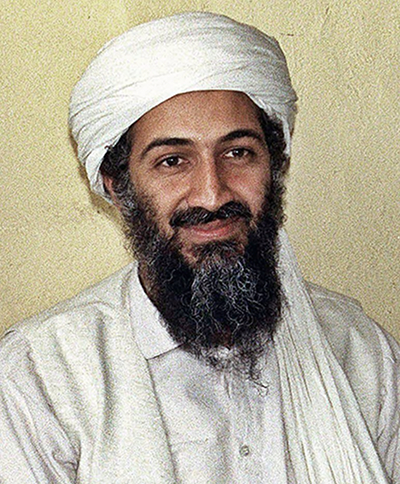
Osama bin Laden

Im Juni 1998 wurde erstmals eine Anklage gegen Osama bin Laden erlassen, die im November um die Anschläge auf die Botschaften in Ostafrika erweitert wurde. Bin Laden war im Mai 1996 aus dem Sudan ausgewiesen worden und nach Afghanistan zurückgekehrt. Dort hatten die Taliban im September desselben Jahres die Hauptstadt Kabul eingenommen und kontrollierten bis Sommer 1998 etwa 90 Prozent des Landes. CIA-Direktor George Tenet hatte schon im Mai 1998 Saudi-Arabien um Unterstützung ersucht. Die saudi-arabische Regierung war auch zunehmend über die harsche Kritik bin Ladens am Königreich und der Lieferung von Waffen an Anhänger in Saudi-Arabien, um dort Anschläge zu verüben, besorgt. Im Juni 1998 flog der Direktor des saudischen Geheimdiensts GIP, Turki ibn Faisal, nach Kandahar, um Taliban-Führer Mullah Omar zu einer Auslieferung bin Ladens zu bewegen. Nachdem er einer Auslieferung zunächst zugestimmt hatte, lehnte er diese bei einem zweiten Besuch Turkis im September ab.
Am 8. Dezember 1998 erließ der UN-Sicherheitsrat Resolution 1214, in der er verlangte, dass die Taliban „aufhören, internationalen Terroristen und ihren Organisationen Zuflucht und Ausbildung zu gewähren“. Resolution 1267 vom 15. Oktober 1999 forderte, dass „die Taliban Osama bin Laden ohne weitere Verzögerung an die zuständigen Behörden eines Landes übergeben, in dem gegen ihn Anklage erhoben worden ist“.

## Mediale Rezeption
Eine Folge der Fernsehserie Sekunden vor dem Unglück widmete sich den Terroranschlägen.